# Henri-Martin Barzun
Pour les articles homonymes, voir Barzun (homonymie).
 (décembre 2015).
Henri Louis Martin, dit Henri-Martin Barzun (27 septembre 1881 à Grenoble en France - septembre 1973 à New Rochelle, New York), est un poète expérimental et un écrivain français, qui fut proche des avant-gardes artistiques.

## Biographie

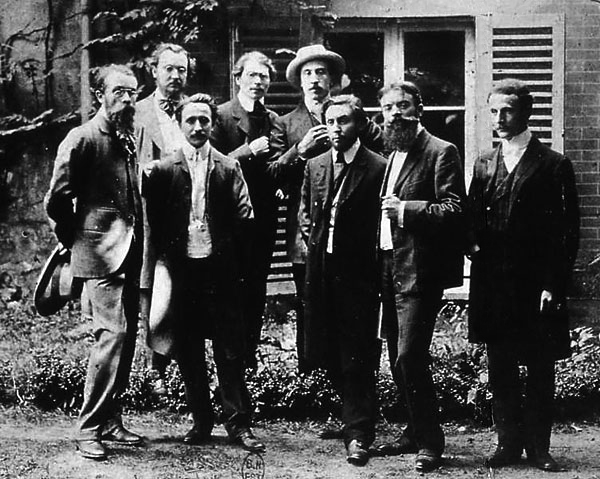
Les premiers membres de l’Abbaye de Créteil en 1907. Au premier plan en partant de la gauche : Charles Vildrac, René Arcos, Albert Gleizes, Henri-Martin Barzun, Alexandre Mercereau ; au second plan : Georges Duhamel, Berthold Mahn, Jacques d'Otémar (cliché Dornac).

D'origine grenobloise, Henri-Martin Barzun monte à Paris pour ses études. Il entre à l’École des hautes études sociales, ouverte en 1899, puis devient, vers 1903, assistant d'Alfred Mascuraud. En octobre 1906, il entre au cabinet du ministère du Travail et de la prévoyance sociale, poste qu'il occupe jusqu'en 1917.
Alors qu'il dirigeait la revue L’Art social (1905-1906), Henri-Martin Barzun participe activement, en la finançant en grande partie, à l'expérience communautaire de « l'Abbaye de Créteil » de 1906 à 1908 avec entre autres Georges Duhamel, Charles Vildrac, René Arcos, Alexandre Mercereau. « L'Abbaye » est une villa avec jardin située en bord de Marne et ouverte aux artistes : Jules Romains et F. T. Marinetti la fréquentèrent. Henri-Martin y réside avec son épouse, et leur fils, Jacques, y naît en novembre 1907.
Fondateur et directeur, entre 1911 et 1914, de la revue Poème et drame, il est l'un des initiateurs et le principal théoricien du simultanéisme. En 1912, il fonde avec Apollinaire, Louis de Royaumont et Sébastien Voirol le « Club artistique de Passy », qui fut l'une des origines du Laboratoire Art et Action, un important groupe de théâtre expérimental (plus tard dirigé de 1919 à 1933 par Édouard Autant et Louise Lara), et qui mit en scène plusieurs de ses œuvres polyphoniques. 
Envoyé en mission aux États-Unis en 1917, Barzun s'y installe avec sa famille en 1919 (son fils Jacques Barzun y fera une brillante carrière universitaire). Il y enseigne le français et fonde en 1920 The French-American Art Guild for the Advancement of XX Century Arts, puis, en 1929, une école de théâtre expérimental, la New Drama School, qui devient en 1939 The Orphic Art Center de New York, dans le cadre desquelles il poursuit ses expériences sur la polyphonie. En contact avec Marcel Duchamp, Albert Gleizes ou Edgard Varèse, il dirige pendant la Seconde Guerre mondiale la revue The French-Forum. An American quarterly of French civilization et assure jusque dans les années 1960 de nombreux cycles de lectures-conférences sur la littérature française d'avant-garde, notamment sur son expérience à L'Abbaye.
Dans une lettre[Où ?] à Adolphe Paupe datée du 19 juin 1909 Paul Léautaud émet, sur Henri Martin-Barzun une opinion tranchée[C'est-à-dire ?].

## Ses œuvres
Poésie
- 1906 : premier volume de La Terrestre Tragédie, titre générique qui regroupe plusieurs œuvres, dont Les Poèmes de l'homme (1907), Les Chants de l'Idée (1906), La Montagne (1908). Une édition paraît à L'Abbaye préfacée par Gustave Kahn et en mars 1908, y paraît également Adolescence, rêveries, passions.
- 1908 : L’Hymne des forces, poème dramatique
- Son œuvre majeure, L'Orphéide ou L'Universel Poème, n'a jamais été publiée intégralement : on trouve un premier extrait dans Poème et drame, no 6, septembre-octobre 1913. Deux autres extraits (deux fois quinze pages) dans les deux livraisons de L’Art orphique [La Renaissance esthétique] (1929 et 1930 ?). Il existe deux versions tapuscrites de ce texte : la première, en sept chants et une apothéose, achevée en 1927 ; la seconde, en douze chants, inachevée, datée de 1933. Le plan de la version de 1927 est fourni dès 1914 ; il semble qu’à cette date aient seulement manqué le chant VII et une partie du chant VI. L'évolution de la transcription du travail polyphonique fait de Barzun non seulement un représentant majeur de la recherche sonore menée par les avant-gardes historiques, mais aussi un précurseur de la poésie visuelle.

Théorie
- 1907 : L'Action intellectuelle
- 1912 : L’Ère du drame : essai de synthèse poétique moderne
- 1913 : Voix, rythmes et chants simultanés (Poème et drame, n° 4)
- 1914 : L’Œuvre esthétique et poétique de Henri-Martin Barzun
- 1921 : L’Ordre du monde. Fondation d'Europe, 1916-1920
- 1923 : Orchestral Poetry. Message - technique - achievements 1913 - 1923, Major Thesis, Lehigh University, May 1923.
- 1929 et 1930 : La Renaissance esthétique
- 1930 ? : « Manifeste » in L’Art orphique I Renaissance, anthologie critique présentée par Barzun, 1930, p. 41-41. dans le même volume, chap. III : « Terre des Pionniers », p. 15-67 ; chap. IV, « Le Drame polyphonique à Art et Action », p. 72-73.
- 1934 : L’Amérique nouvelle, après un an d’action
- 1938 : La Guerre économique contre la paix
- 1960 : Orpheus ; modern culture and the 1913 renaissance : a panoramic survey 1900-1956, New York, Liberal Press
- 1962 : Orpheus, a world in chorus : a 20th century literature of synthesis, a contribution to world culture 1945-1963